# WTA Finals 2021
Die WTA Finals 2021 (auch als Akron WTA Finals Guadalajara 2021 bekannt) war im Turnierkalender der Damen nach den vier Grand-Slam-Turnieren das nach Punkten und Preisgeld höchstdotierte Tennisturnier. Das Hartplatzturnier der WTA Tour 2021 fand vom 10. bis 17. November 2021 im Panamerican Tennis Center in Guadalajara, Mexiko statt.
Titelverteidigerinnen waren Ashleigh Barty im Einzel sowie Kristina Mladenovic und Tímea Babos im Doppel.

## Preisgeld und Punkte
Das Preisgeld betrug insgesamt 5 Millionen US-Dollar. Im Doppel wurden die genannten Preisgelder pro Team ausgezahlt.
| Runde                       | Preisgeld Einzel                                               | Preisgeld Doppel                                             | Punkte |
| --------------------------- | -------------------------------------------------------------- | ------------------------------------------------------------ | ------ |
| Turniersiegerin             | + 820.000 $                                                    | + 170.000 $                                                  | + 750  |
| Halbfinalsiegerin           | + 420.000 $                                                    | + 80.000 $                                                   | + 330  |
| Halbfinalistin              | + 30.000 $                                                     | + 0 $                                                        | —      |
| Gruppenphase pro Sieg       | + 110.000 $                                                    | + 20.000 $                                                   | + 250  |
| Gruppenphase pro Niederlage | —                                                              | —                                                            | + 125  |
| Antrittsgelder Round Robin  |                                                                |                                                              |        |
| Qualifizierte Spielerin     | 3 Spiele = 110.000 $ 2 Spiele = 90.000 $ 1 Spiel = 70.000 $    | 3 Spiele = 50.000 $ 2 Spiele = 40.000 $ 1 Spiel = 30.000 $   | —      |
| Ersatzspielerin             | 2 Spiele = 170.000 $ 1 Spiel = 150.000 $ ohne Spiel = 80.000 $ | 2 Spiele = 90.000 $ 1 Spiel = 80.000 $ ohne Spiel = 50.000 $ | —      |

## Austragungsmodus
In der Rundenturnierphase spielten je vier Spielerinnen oder Paarungen in zwei Gruppen, jede gegen jede (Round Robin). Die zwei Bestplatzierten jeder Gruppe qualifizierten sich für das Halbfinale, das im K.-o.-System ausgetragen wurde. Die Siegerin/nen jeder Gruppe spielten gegen die Zweite der anderen Gruppe und die Siegerinnen oder Paarungen dieser Partien bestritten das Endspiel.

## Gruppennamen
Für die vier Gruppen wählte man Namen von historischen Orten in Mexiko. Im Einzel sind dieses die Ruinenstätte Chichén Itzá und die prähistorische Ruinenmetropole Teotihuacán. Im Doppel die Hauptstadt des Reiches der Azteken Tenochtitlán und die präkolumbische Ruinenstadt El Tajín.

## Einzel

### Qualifikation
Es qualifizierten sich die acht bestplatzierten Damen der WTA Tour 2021. Dazu kamen die beiden nächsten Punktbesten als Reservistinnen.
| WTA-Race im Einzel (Endstand: 1. November 2021) | WTA-Race im Einzel (Endstand: 1. November 2021) | WTA-Race im Einzel (Endstand: 1. November 2021) | WTA-Race im Einzel (Endstand: 1. November 2021) | WTA-Race im Einzel (Endstand: 1. November 2021) | WTA-Race im Einzel (Endstand: 1. November 2021) | WTA-Race im Einzel (Endstand: 1. November 2021) | WTA-Race im Einzel (Endstand: 1. November 2021) | WTA-Race im Einzel (Endstand: 1. November 2021) | WTA-Race im Einzel (Endstand: 1. November 2021) | WTA-Race im Einzel (Endstand: 1. November 2021) | WTA-Race im Einzel (Endstand: 1. November 2021) | WTA-Race im Einzel (Endstand: 1. November 2021) | WTA-Race im Einzel (Endstand: 1. November 2021) | WTA-Race im Einzel (Endstand: 1. November 2021) | WTA-Race im Einzel (Endstand: 1. November 2021) | WTA-Race im Einzel (Endstand: 1. November 2021) | WTA-Race im Einzel (Endstand: 1. November 2021) | WTA-Race im Einzel (Endstand: 1. November 2021) | WTA-Race im Einzel (Endstand: 1. November 2021) | WTA-Race im Einzel (Endstand: 1. November 2021) |
| #                                               | Spielerin                                       | Grand Slam                                      | Grand Slam                                      | Grand Slam                                      | Grand Slam                                      | WTA 1000                                        | WTA 1000                                        | WTA 1000                                        | WTA 1000                                        | WTA 1000                                        | WTA 1000                                        | die Besten der anderen T.                       | die Besten der anderen T.                       | die Besten der anderen T.                       | die Besten der anderen T.                       | die Besten der anderen T.                       | die Besten der anderen T.                       | Punkte                                          | Turniere                                        | Qualifikationsdatum                             |
| #                                               | Spielerin                                       | Grand Slam                                      | Grand Slam                                      | Grand Slam                                      | Grand Slam                                      | 1000 Punkte                                     | 1000 Punkte                                     | 1000 Punkte                                     | 1000 Punkte                                     | 900 P.                                          | 900 P.                                          | die Besten der anderen T.                       | die Besten der anderen T.                       | die Besten der anderen T.                       | die Besten der anderen T.                       | die Besten der anderen T.                       | die Besten der anderen T.                       | Punkte                                          | Turniere                                        | Qualifikationsdatum                             |
| ----------------------------------------------- | ----------------------------------------------- | ----------------------------------------------- | ----------------------------------------------- | ----------------------------------------------- | ----------------------------------------------- | ----------------------------------------------- | ----------------------------------------------- | ----------------------------------------------- | ----------------------------------------------- | ----------------------------------------------- | ----------------------------------------------- | ----------------------------------------------- | ----------------------------------------------- | ----------------------------------------------- | ----------------------------------------------- | ----------------------------------------------- | ----------------------------------------------- | ----------------------------------------------- | ----------------------------------------------- | ----------------------------------------------- |
| #                                               | Spielerin                                       | AUO                                             | FRO                                             | WIM                                             | USO                                             | MI                                              | MA                                              | IW                                              | PE 1                                            | 1                                               | 2                                               | 1                                               | 2                                               | 3                                               | 4                                               | 5                                               | 6                                               | Punkte                                          | Turniere                                        | Qualifikationsdatum                             |
| −                                               | Ashleigh Barty 2                                | VF 430                                          | 2 70                                            | S 2000                                          | 3 130                                           | S 1000                                          | F 650                                           | A 0                                             | –                                               | S 900                                           | VF 190                                          | S 470                                           | S 470                                           | VF 100                                          | AF 1                                            |                                                 |                                                 | 6411                                            | 13                                              | 20. September 2021                              |
| 1                                               | Aryna Sabalenka                                 | AF 240                                          | 3 130                                           | HF 780                                          | HF 780                                          | VF 215                                          | S 1000                                          | AF 1                                            | AF 1                                            | HF 350                                          | VF 190                                          | S 470                                           | F 305                                           | AF 105                                          | VF 100                                          | VF 100                                          | 2 1                                             | 4768                                            | 17                                              | 20. September 2021                              |
| 2                                               | Barbora Krejčíková                              | 2 70                                            | S 2000                                          | AF 240                                          | VF 430                                          | 2 35                                            | 2 10                                            | AF 120                                          | Q2 13                                           | F 585                                           | VF 190                                          | S 280                                           | S 280                                           | AF 105                                          | VF 100                                          | AF 30                                           | 2 30                                            | 4518                                            | 16                                              | 20. September 2021                              |
| 3                                               | Karolína Plíšková                               | 3 130                                           | 2 70                                            | F 1300                                          | VF 430                                          | 3 65                                            | 3 65                                            | 3 65                                            | AF 1                                            | F 585                                           | F 585                                           | HF 350                                          | AF 105                                          | VF 100                                          | VF 100                                          | AF 55                                           | 2 30                                            | 4036                                            | 17                                              | 4. Oktober 2021                                 |
| 4                                               | Maria Sakkari                                   | 1 10                                            | HF 780                                          | 2 70                                            | HF 780                                          | HF 390                                          | AF 120                                          | 2 10                                            | 1                                               | AF 105                                          | 2 60                                            | F 305                                           | HF 185                                          | HF 185                                          | HF 185                                          | VF 100                                          | AF 55                                           | 3341                                            | 17                                              | 21. Oktober 2021                                |
| 5                                               | Iga Świątek                                     | AF 240                                          | VF 430                                          | AF 240                                          | AF 240                                          | 3 65                                            | AF 120                                          | AF 120                                          | –                                               | S 900                                           | AF 105                                          | S 470                                           | HF 185                                          | AF 55                                           | AF 55                                           | 2 1                                             | –                                               | 3226                                            | 14                                              | 25. Oktober 2021                                |
| 6                                               | Garbiñe Muguruza                                | AF 240                                          | 1 10                                            | 3 130                                           | AF 240                                          | AF 120                                          | A 0                                             | 2 10                                            | AF 55                                           | S 900                                           | AF 105                                          | S 470                                           | F 305                                           | F 305                                           | AF 105                                          | VF 100                                          | VF 100                                          | 3195                                            | 18                                              | 25. Oktober 2021                                |
| 7                                               | Paula Badosa                                    | 1 10                                            | VF 430                                          | AF 240                                          | 2 70                                            | 2 35                                            | HF 390                                          | S 1000                                          | 1                                               | VF 190                                          | 2 60                                            | S 280                                           | HF 185                                          | HF 110                                          | AF 55                                           | AF 55                                           | 1                                               | 3112                                            | 16                                              | 25. Oktober 2021                                |
| 8                                               | Anett Kontaveit                                 | 3 130                                           | 3 130                                           | 1 10                                            | 3 130                                           | VF 100                                          | 3 65                                            | VF 215                                          | VF 100                                          | AF 105                                          | 1                                               | S 470                                           | S 470                                           | F 305                                           | F 305                                           | S 280                                           | S 280                                           | 3096                                            | 20                                              | 31. Oktober 2021                                |
| −                                               | Ons Jabeur                                      | 3 130                                           | AF 240                                          | VF 430                                          | 3 130                                           | AF 120                                          | AF 120                                          | HF 390                                          | AF 55                                           | VF 190                                          | AF 105                                          | F 305                                           | S 280                                           | HF 185                                          | F 180                                           | AF 105                                          | AF 55                                           | 3020                                            | 19                                              |                                                 |
| −                                               | Naomi Ōsaka                                     | S 2000                                          | 2 70                                            | A 0                                             | 3 130                                           | VF 215                                          | 2 65                                            | A 0                                             | –                                               | AF 105                                          | 2 1                                             | HF 185                                          |                                                 |                                                 |                                                 |                                                 |                                                 | 2771                                            | 10                                              |                                                 |
| −                                               | Anastassija Pawljutschenkowa                    | 1 10                                            | F 1300                                          | 3 130                                           | AF 240                                          | 1                                               | HF 390                                          | 3 65                                            | 1                                               | 2 60                                            | 1                                               | VF 100                                          | AF 55                                           | AF 55                                           | AF 55                                           | AF 55                                           | AF 55                                           | 2548                                            | 18                                              |                                                 |
| −                                               | Elina Switolina                                 | AF 240                                          | 3 130                                           | 2 70                                            | VF 430                                          | HF 390                                          | 1 10                                            | AF 120                                          | AF 55                                           | VF 190                                          | 1                                               | S 280                                           | HF 185                                          | VF 100                                          | VF 100                                          | VF 100                                          | VF 100                                          | 2501                                            | 20                                              |                                                 |
| 9                                               | Jessica Pegula                                  | VF 430                                          | 3 130                                           | 2 70                                            | 3 130                                           | AF 120                                          | AF 120                                          | VF 215                                          | AF 30                                           | HF 350                                          | VF 190                                          | HF 210                                          | VF 190                                          | AF 105                                          | VF 100                                          | AF 55                                           | AF 55                                           | 2500                                            | 18                                              |                                                 |
| 10                                              | Elise Mertens                                   | AF 240                                          | 3 130                                           | 3 130                                           | AF 240                                          | AF 120                                          | VF 215                                          | 2 10                                            | 1                                               | HF 350                                          | 2 60                                            | S 470                                           | HF 185                                          | F 180                                           | VF 60                                           | AF 55                                           | 1                                               | 2447                                            | 19                                              |                                                 |

Zeichenerklärung: S = Turniersieg; F, HF, VF, AF = Einzug ins Finale / Halbfinale / Viertelfinale / Achtelfinale; 1, 2, 3 = Ausscheiden in der 1. / 2. / 3. Hauptrunde; Q1, Q2, Q3 = Ausscheiden in der 1. / 2. / 3. Runde der Qualifikation; A = Absage

### Setzliste
| Nr. | Spielerin          | Erreichte Runde |
| --- | ------------------ | --------------- |
| 01. | Aryna Sabalenka    | Round Robin     |
| 02. | Barbora Krejčíková | Round Robin     |
| 03. | Karolína Plíšková  | Round Robin     |
| 04. | Maria Sakkari      | Halbfinale      |

| Nr. | Spielerin        | Erreichte Runde |
| --- | ---------------- | --------------- |
| 05. | Iga Świątek      | Round Robin     |
| 06. | Garbiñe Muguruza | Sieg            |
| 07. | Paula Badosa     | Halbfinale      |
| 08. | Anett Kontaveit  | Finale          |

### Halbfinale, Finale
|  | Halbfinale | Halbfinale       | Halbfinale | Halbfinale | Halbfinale |  |  | Finale | Finale           | Finale | Finale | Finale |
|  |            |                  |            |            |            |  |  |        |                  |        |        |        |
|  |            |                  |            |            |            |  |  |        |                  |        |        |        |
|  | 7          | Paula Badosa     | 3          | 3          |            |  |  |        |                  |        |        |        |
|  | 6          | Garbiñe Muguruza | 6          | 6          |            |  |  |        |                  |        |        |        |
|  |            |                  |            |            |            |  |  | 6      | Garbiñe Muguruza | 6      | 7      |        |
|  |            |                  |            |            |            |  |  | 8      | Anett Kontaveit  | 3      | 5      |        |
|  | 8          | Anett Kontaveit  | 6          | 3          | 6          |  |  |        |                  |        |        |        |
|  | 4          | Maria Sakkari    | 1          | 6          | 3          |  |  |        |                  |        |        |        |
|  |            |                  |            |            |            |  |  |        |                  |        |        |        |

### Chichén Itzá Gruppe
|   |                 | Sabalenka       | Sakkari         | Świątek       | Badosa    | Round Robin S-N | Sätze S-N | Spiele S-N | Pos. |
| 1 | Aryna Sabalenka |                 | 6:71, 7:66, 3:6 | 2:6, 6:2, 7:5 | 4:6, 0:6  | 1:2             | 3:5       | 35:44      | 3.   |
| 4 | Maria Sakkari   | 7:61, 6:76, 6:3 |                 | 6:2, 6:4      | 6:74, 4:6 | 2:1             | 4:3       | 41:35      | 2.   |
| 5 | Iga Świątek     | 6:2, 2:6, 5:7   | 2:6, 4:6        |               | 7:5, 6:4  | 1:2             | 3:4       | 32:36      | 4.   |
| 7 | Paula Badosa    | 6:4, 6:0        | 7:64, 6:4       | 5:7, 4:6      |           | 2:1             | 4:2       | 34:27      | 1.   |

### Teotihuacán Gruppe
|   |                    | Krejčíková    | Plíšková       | Muguruza       | Kontaveit | Round Robin S-N | Sätze S-N | Spiele S-N | Pos. |
| 2 | Barbora Krejčíková |               | 6:0, 4:6, 4:6  | 6:2, 3:6, 4:6  | 3:6, 4:6  | 0:3             | 2:6       | 34:38      | 4.   |
| 3 | Karolína Plíšková  | 0:6, 6:4, 6:4 |                | 4:6, 6:2, 7:66 | 4:6, 0:6  | 2:1             | 4:4       | 33:40      | 3.   |
| 6 | Garbiñe Muguruza   | 2:6, 6:3, 6:4 | 6:4, 2:6, 6:76 |                | 6:4, 6:4  | 2:1             | 5:3       | 40:38      | 2.   |
| 8 | Anett Kontaveit    | 6:3, 6:4      | 6:4, 6:0       | 4:6, 4:6       |           | 2:1             | 4:2       | 32:23      | 1.   |

## Doppel

### Qualifikation
Die acht bestplatzierten Doppelpaarungen der WTA Tour 2021 qualifizierten sich für das Turnier. Dazu kamen die beiden nächsten Punktbesten als Reservistinnen.
| WTA-Race im Doppel (Endstand: 1. November 2021) | WTA-Race im Doppel (Endstand: 1. November 2021) | WTA-Race im Doppel (Endstand: 1. November 2021) | WTA-Race im Doppel (Endstand: 1. November 2021) | WTA-Race im Doppel (Endstand: 1. November 2021) | WTA-Race im Doppel (Endstand: 1. November 2021) | WTA-Race im Doppel (Endstand: 1. November 2021) | WTA-Race im Doppel (Endstand: 1. November 2021) | WTA-Race im Doppel (Endstand: 1. November 2021) | WTA-Race im Doppel (Endstand: 1. November 2021) | WTA-Race im Doppel (Endstand: 1. November 2021) | WTA-Race im Doppel (Endstand: 1. November 2021) | WTA-Race im Doppel (Endstand: 1. November 2021) | WTA-Race im Doppel (Endstand: 1. November 2021) | WTA-Race im Doppel (Endstand: 1. November 2021) | WTA-Race im Doppel (Endstand: 1. November 2021) |
| #                                               | Paarung                                         | Punkte                                          | Punkte                                          | Punkte                                          | Punkte                                          | Punkte                                          | Punkte                                          | Punkte                                          | Punkte                                          | Punkte                                          | Punkte                                          | Punkte                                          | Punkte                                          | Turniere                                        | Qualifikationsdatum                             |
| ----------------------------------------------- | ----------------------------------------------- | ----------------------------------------------- | ----------------------------------------------- | ----------------------------------------------- | ----------------------------------------------- | ----------------------------------------------- | ----------------------------------------------- | ----------------------------------------------- | ----------------------------------------------- | ----------------------------------------------- | ----------------------------------------------- | ----------------------------------------------- | ----------------------------------------------- | ----------------------------------------------- | ----------------------------------------------- |
| #                                               | Paarung                                         | 1                                               | 2                                               | 3                                               | 4                                               | 5                                               | 6                                               | 7                                               | 8                                               | 9                                               | 10                                              | 11                                              | Punkte                                          | Turniere                                        | Qualifikationsdatum                             |
| 1                                               | Barbora Krejčíková Kateřina Siniaková           | S 2000                                          | F 1300                                          | S 1000                                          | S 470                                           | VF 430                                          | HF 350                                          | VF 215                                          | VF 190                                          | VF 190                                          | HF 185                                          | AF 120                                          | 6450                                            |                                                 | 20. September 2021                              |
| 2                                               | Shūko Aoyama Ena Shibahara                      | S 1000                                          | HF 780                                          | S 470                                           | S 470                                           | S 470                                           | VF 430                                          | HF 390                                          | HF 350                                          | S 280                                           | AF 240                                          | VF 190                                          | 5070                                            |                                                 | 20. September 2021                              |
| 3                                               | Hsieh Su-wei Elise Mertens                      | S 2000                                          | S 1000                                          | VF 430                                          | AF 240                                          | HF 110                                          | VF 100                                          | AF 10                                           | AF 1                                            | AF 1                                            |                                                 |                                                 | 3892                                            |                                                 | 18. Oktober 2021                                |
| 4                                               | Nicole Melichar-Martinez Demi Schuurs           | HF 780                                          | S 470                                           | S 470                                           | F 305                                           | F 305                                           | AF 240                                          | VF 190                                          | VF 190                                          | HF 185                                          | HF 185                                          | AF 120                                          | 3440                                            |                                                 | 18. Oktober 2021                                |
| 5                                               | Samantha Stosur Zhang Shuai                     | S 2000                                          | S 900                                           | 1 10                                            | 1                                               |                                                 |                                                 |                                                 |                                                 |                                                 |                                                 |                                                 | 2911                                            |                                                 | 18. Oktober 2021                                |
| −                                               | Catherine McNally Cori Gauff                    | F 1300                                          | VF 430                                          | S 280                                           | AF 240                                          | VF 215                                          | AF 105                                          | VF 100                                          | VF 100                                          |                                                 |                                                 |                                                 | 2770                                            |                                                 | [ 11 ]                                          |
| 6                                               | Alexa Guarachi Desirae Krawczyk                 | HF 780                                          | S 470                                           | S 280                                           | AF 240                                          | VF 190                                          | HF 185                                          | AF 120                                          | AF 120                                          | HF 110                                          | VF 100                                          | VF 100                                          | 2695                                            |                                                 | 28. Oktober 2021                                |
| 7                                               | Darija Jurak Andreja Klepač                     | F 585                                           | S 470                                           | VF 430                                          | S 280                                           | AF 240                                          | HF 185                                          | F 180                                           | AF 105                                          | AF 105                                          | VF 60                                           | 1 10                                            | 2650                                            |                                                 | 28. Oktober 2021                                |
| −                                               | Gabriela Dabrowski Luisa Stefani                | S 900                                           | HF 780                                          | F 585                                           | F 305                                           |                                                 |                                                 |                                                 |                                                 |                                                 |                                                 |                                                 | 2570                                            |                                                 | [ 11 ]                                          |
| 8                                               | Sharon Fichman Giuliana Olmos                   | S 900                                           | VF 430                                          | AF 240                                          | AF 240                                          | HF 185                                          | AF 120                                          | AF 120                                          | VF 100                                          | VF 100                                          | AF 55                                           | 1                                               | 2491                                            |                                                 | 28. Oktober 2021                                |
| 9                                               | Raluca Olaru Nadija Kitschenok                  | S 900                                           | F 305                                           | S 280                                           | AF 240                                          | AF 240                                          | HF 185                                          | F 180                                           | 2 130                                           | AF 120                                          | AF 105                                          | AF 55                                           | 2310                                            |                                                 |                                                 |
| 10                                              | Lucie Hradecká Marie Bouzková                   | VF 430                                          | VF 430                                          | F 305                                           | S 280                                           | S 280                                           | VF 215                                          | HF 185                                          | VF 60                                           | AF 55                                           | 1                                               | 1                                               | 2242                                            |                                                 |                                                 |

Zeichenerklärung: S = Turniersieg; F, HF, VF, AF = Einzug ins Finale / Halbfinale / Viertelfinale / Achtelfinale; 1, 2, 3 = Ausscheiden in der 1. / 2. / 3. Hauptrunde; Q1, Q2, Q3 = Ausscheiden in der 1. / 2. / 3. Runde der Qualifikation; A = Absage

### Setzliste
| Nr. | Paarung                               | Erreichte Runde |
| --- | ------------------------------------- | --------------- |
| 01. | Barbora Krejčíková Kateřina Siniaková | Sieg            |
| 02. | Shūko Aoyama Ena Shibahara            | Halbfinale      |
| 03. | Hsieh Su-wei Elise Mertens            | Finale          |
| 04. | Nicole Melichar-Martinez Demi Schuurs | Halbfinale      |

| Nr. | Paarung                         | Erreichte Runde |
| --- | ------------------------------- | --------------- |
| 05. | Samantha Stosur Zhang Shuai     | Round Robin     |
| 06. | Alexa Guarachi Desirae Krawczyk | Round Robin     |
| 07. | Darija Jurak Andreja Klepač     | Round Robin     |
| 08. | Sharon Fichman Giuliana Olmos   | Round Robin     |

Zeichenerklärung
- Q = Qualifikant
- WC = Wildcard
- LL = Lucky Loser
- ITF = qualifiziert über ITF-Ranking
- ALT = alternate (Ersatz)
- PR = Protected Ranking
- SE = Special Exempt
- r = retired (Aufgabe)
- d = Disqualifikation
- w.o. = walkover
- [ ] = Match-Tie-Break

### Halbfinale, Finale
|  | Halbfinale | Halbfinale                            | Halbfinale | Halbfinale | Halbfinale |  |  | Finale | Finale                                | Finale | Finale | Finale |
|  |            |                                       |            |            |            |  |  |        |                                       |        |        |        |
|  |            |                                       |            |            |            |  |  |        |                                       |        |        |        |
|  | 1          | Barbora Krejčíková Kateřina Siniaková | 3          | 6          | [10]       |  |  |        |                                       |        |        |        |
|  | 4          | Nicole Melichar-Martinez Demi Schuurs | 6          | 3          | [6]        |  |  |        |                                       |        |        |        |
|  |            |                                       |            |            |            |  |  | 1      | Barbora Krejčíková Kateřina Siniaková | 6      | 6      |        |
|  |            |                                       |            |            |            |  |  | 3      | Hsieh Su-wei Elise Mertens            | 3      | 4      |        |
|  | 2          | Shūko Aoyama Ena Shibahara            | 2          | 2          |            |  |  |        |                                       |        |        |        |
|  | 3          | Hsieh Su-wei Elise Mertens            | 6          | 6          |            |  |  |        |                                       |        |        |        |
|  |            |                                       |            |            |            |  |  |        |                                       |        |        |        |

### Tenochtitlán Gruppe
|   |                                       | Aoyama Shibahara | Melichar-Martinez Schuurs | Stosur Shuai        | Jurak Klepač        | Round Robin S-N | Sätze S-N | Spiele S-N | Pos. |
| 2 | Shūko Aoyama Ena Shibahara            |                  | 6:4, 7:65                 | 6:4, 3:6, [7:10]    | 6:0, 6:4            | 2:1             | 5:2       | 34:25      | 1    |
| 4 | Nicole Melichar-Martinez Demi Schuurs | 4:6, 6:75        |                           | 6:2, 6:2            | 6:4, 3:6, [10:2]    | 2:1             | 4:3       | 32:27      | 2    |
| 5 | Samantha Stosur Zhang Shuai           | 4:6, 6:3, [10:7] | 2:6, 2:6                  |                     | 7:610, 6:74, [5:10] | 1:2             | 3:5       | 28:35      | 4    |
| 7 | Darija Jurak Andreja Klepač           | 0:6, 4:6         | 4:6, 6:3, [2:10]          | 6:710, 7:64, [10:5] |                     | 1:2             | 3:5       | 28:35      | 3    |

### El Tajín Gruppe
|   |                                       | Krejčíková Siniaková | Hsieh Mertens | Guarachi Krawczyk | Fichman Olmos    | Round Robin S-N | Sätze S-N | Spiele S-N | Pos. |
| 1 | Barbora Krejčíková Kateřina Siniaková |                      | 6:3, 6:1      | 5:7, 7:63, [10:7] | 6:4, 6:1         | 3:0             | 6:1       | 37:22      | 1    |
| 3 | Hsieh Su-wei Elise Mertens            | 3:6, 1:6             |               | 7:63, 6:2         | 6:4, 7:63        | 2:1             | 4:2       | 30:30      | 2    |
| 6 | Alexa Guarachi Desirae Krawczyk       | 7:5, 6:73, [7:10]    | 6:73, 2:6     |                   | 0:6, 6:3, [11:9] | 1:2             | 3:5       | 28:35      | 3    |
| 8 | Sharon Fichman Giuliana Olmos         | 4:6, 1:6             | 4:6, 6:73     | 6:0, 3:6, [9:11]  |                  | 0:3             | 1:6       | 24:32      | 4    |